# Parenthood
Parenthood (prt: Lar, Doce Lar... às Vezes; bra: O Tiro Que Não Saiu pela Culatra) é um filme estadunidense de 1989, do gênero comédia, dirigido por Ron Howard, o mesmo que escreveu uma história que baseou o próprio filme. O roteiro foi escrito por Lowell Ganz e Babaloo Mandel.

## Elenco
- Steve Martin como Gil Buckman
- Mary Steenburgen como Karen Buckman
- Dianne Wiest como Helen Buckman
- Jason Robards como Frank Buckman
- Rick Moranis como Nathan Merrick
- Tom Hulce como Larry Buckman
- Martha Plimpton como Julie Lampkin
- Harley Jane Kozac como Susan Merrick
- Dennis Dugan como David Brodsky
- Joaquin Phoenix como Garry Lampkin
- Keanu Reeves como Tod

## Principais prêmios e indicações
Oscar 1990 (EUA)
- Recebeu duas indicações nas categorias de melhor atriz coadjuvante (Dianne Wiest) e melhor canção original (I Love to See You Smile).

Globo de Ouro 1990 (EUA)
- Recebeu três indicações nas categorias de melhor ator - comédia/musical (Steve Martin), melhor atriz coadjuvante (Dianne Wiest) e melhor canção original (I Love to See You Smile).